# Ljudmila Zsivkova
Ljudmila Zsivkova (bolgár nyelven: Людмила Тодорова Живкова; Szófia, 1942. július 26. – Szófia, 1981. július 21.) bolgár politikus, Todor Zsivkov bolgár kommunista vezér lánya volt. Pályája csúcsán – vezető politikusként – a bolgár kultúrát irányította.

## Pályakép
Történelmi tanulmányait 1965-ben fejezte be a Szófiai Egyetemen, ezek után művészettörténetet tanult a  Moszkvai Állami Egyetemen (1970). A brit-török kapcsolatokat kutatta Oxfordban (St Antony College). Hazatérve a Kulturális Bizottság asszisztense lett (1972-1973), majd első alelnöke (1973-1975), végül elnöke (1975-től haláláig). Ez már miniszteri rangot jelentett. Tagja volt Bulgária 7. (1978-1981) és 8. (1981) nemzetgyűlésének.
Gyűjteményes köteteket szerkesztett, amelyek főleg beszédeket tartalmaztak. A világ több nyelvére lefordították ezeket.
Amikor Ljudmila Zsivkova amikor a bolgár kultúra vezető egyénisége lett, a művészeti közösségnek nagy szabadságot engedélyezett éppen a prágai tavasz leverése után és a szovjet ortodoxia idején, ami Leonyid Iljics Brezsnyev vezetése alatt (1964-1982) „virágzott”.
Zsivkovát többen „trónörökösnek” tekintették, még többen viszont ellene voltak. Zsivkova és második férje, Ivan Szlavkov jeles pénteki összejöveteleken lobbiztak Szlavkov szófiai lakásán a keményvonalas politika ellen.

## Jelentősége
Zsivkova nagy műveltségű nő volt. A bolgár kommunista párt keményvonalasai mindent megtettek elmozdításáért. Reformgondolatai miatt tevékenységéhez sok illúzió társult, melyek korai halálával (mindössze 38 évet élt) szertefoszlottak. A személyéhez fűződő legenda azonban talán örökre megmarad:
1981. június 21-én holtan találták otthonában. A hivatalos kommuniké szerint halálát agytumor okozta. Zsivkova férje, Ivan Szlavkov  egy francia lapnak azt mondta, nem tudott arról, hogy feleségének agytumora lett volna. A feltételezés szerint Zsivkova boncolási jegyzőkönyvébe utólagosan írták be az agytumort, a halál valódi oka ricinmérgezés volt.
Zsivkova értelmiségiekkel vette magát körül s nem győzte hangsúlyozni a bolgár kultúra különleges értékeit és erejét. Ő maga figyelemre méltóan nyitott gondolkodású ember volt, s az ország kulturális megújhodásának esélyét legfőképp abban látta, hogy képes lesz-e a világkultúrával megszakadt eleven kapcsolatait helyreállítani.

## Fordítás
Ez a szócikk részben vagy egészben  a   Lyudmila Zhivkova című angol Wikipédia-szócikk ezen változatának fordításán alapul.  Az eredeti cikk szerkesztőit annak laptörténete sorolja fel. Ez a jelzés csupán a megfogalmazás eredetét és a szerzői jogokat jelzi, nem szolgál a cikkben szereplő információk forrásmegjelöléseként.